# Karl Georg Theodor Kotschy
Pour les articles homonymes, voir Kotschy.
Karl Georg Theodor Kotschy (ou Carl Theodor Kotschy selon les sources) est un botaniste et explorateur autrichien né le 15 avril 1813 à Ustroń en Autriche (Silésie, aujourd'hui en Pologne) et mort le 11 juin 1866 à Vienne.
Il a fait partie du Muséum de Vienne, et a fait plusieurs expéditions à l'Afrique (en Égypte notamment) et au Moyen-Orient d'où il a ramené de nombreuses plantes et des reptiles.